# Olivier Le Deuff
Pour les articles homonymes, voir Le Deuff.
 (août 2020).
Olivier Le Deuff, né le 30 mai 1977, est un professeur des universités en sciences de l'information et de la communication qui enseigne à l'université Bordeaux-Montaigne et à l'IUT Bordeaux Montaigne. Il s’intéresse notamment au domaine de la documentation et de l’information numérique, en particulier aux questions en lien avec les humanités numériques.

## Biographie
Olivier Le Deuff a commencé sa carrière comme professeur documentaliste dans l’académie de Rennes puis de Caen. En 2009, il devient chercheur en sciences de l’information. Il obtient son doctorat à l’Université Rennes-II (La culture de l’information en reformation), sous la direction d’Yves Chevalier. Ses travaux vont se poursuivre autour de la culture de l'information et notamment autour des enjeux didactiques, informationnels et pédagogiques liés au numérique. Une critique des discours sur les digital natives sera effectuée dans plusieurs de ses travaux.
Il est nommé enseignant-chercheur à l’université Bordeaux Montaigne en 2011 et devient, entre 2012 et 2017, responsable du DUT Information Numérique dans les Organisations, délivré par le même IUT.
En 1999, il lance son blog Guide des égarés, initialement dédié aux bibliothèques. Depuis, le périmètre des domaines abordés a été élargi. En 2008, Olivier Le Deuff a créé Cactus Acide, un site consacré principalement à la culture de l’information, à l’éducation aux médias et à la critique des actualités.
Il est également auteur de nouvelles et de romans d'anticipation qui mettent en scène des enjeux liés au numérique et notamment la mainmise de sociétés privées telles la société Argos qui ressemble aux GAFAM. On retrouve la thématique de l'indexation dans Print Brain Technology, La Désindexée et Dance Into The Cloud. La thématique de l'indexation et des folksonomies revient ainsi régulièrement dans ses écrits.

## Activités de recherche
Au sein de l’Université Bordeaux Montaigne, Olivier Le Deuff fait partie du laboratoire MICA (Médiations, Informations, Communication, Arts). Il est plus particulièrement membre de l’axe « Études digitales : des données aux dispositifs ». Depuis 2017, il travaille sur le projet ANR HyperOtlet. L’objectif de ce projet est de produire une nouvelle œuvre du Traité de documentation, publié par Paul Otlet en 1934, éditorialisée et augmentée, grâce à un hyperdocument.
Signataire du Manifeste des digital humanities en 2010, Olivier Le Deuff est très engagé sur la question des humanités digitales. En 2013, il plaidait ainsi pour la mise en place d’un Baccalauréat Humanités Numériques. D’un point de vue sémantique, il préfère toutefois traduire « Digital humanities » en français avec l’adjectif digital plutôt que numérique. Il considère en effet notamment que les humanités digitales ont une histoire plus ancienne que le numérique et l’informatique.
Les travaux d’Olivier Le Deuff sont également marqués par l’influence steampunk. Dans Les humanités digitales : Historique et développement, il détaille l’importance de la logique steampunk dans les humanités digitales : cela permet de les placer « dans une perspective qui mêle les projections du passé et les avancées que nous avons parfois oubliées ou ignorées ». Dans cette vision, il fait ainsi souvent référence à Paul Otlet, qu’il considère comme « un des pionniers de la discipline ».
Il travaille et étudie les enjeux autour de l'OSINT (Open Source Intelligence) dans un contexte qui est celui des guérillas informationnelles et de la guerre en Ukraine,,.